# Sareee
Sari Fujimura, meglio conosciuta come Saree o Sarray (藤村 沙里?, Fujimura Sari; Itabashi, 31 marzo 1996), è una wrestler giapponese.

## Carriera

### Circuito indipendente (2011–2020)
Fujimura inizialmente volle unirsi alla NEO Japan Ladies Pro-Wrestling, ma invece scelse di allenarsi sotto Kyoko Inoue dopo aver lasciato la federazione nel luglio del 2010. Mentre si allenava sotto Inoue, prese anche qualche allenamento extra nel dojo di Animal Hamaguchi sotto la guida di Kyoko Hamaguchi. Il 10 febbraio 2011, Inoue fece firmare Sari per la sua nuova federazione, la World Woman Pro-Wrestling Diana come tirocinante. Il 3 marzo le venne dato il ring name Sareee, che combinava il suo nome di nascita con il nome della band Greeeen, di cui era una fan. Inizialmente doveva fare il suo debutto nello show di debutto della Diana il 21 marzo 2011, tuttavia, a causa degli effetti del grande terremoto del Giappone orientale e dell'incidente nucleare di Fukushima, il primo spettacolo della Diana a Fukushima venne cancellato e il suo debutto venne posticipato ad aprile. Sareee debuttò infatti il 14 aprile 2011, perdendo contro Meiko Satomura. Il 10 maggio venne selezionata per affrontare la leggenda di Joshi puroresu Aja Kong al Kawasaki City Gymnasium. Nonostante la sconfitta, Sareee venne molto applaudita dal pubblico presente. Il 4 settembre ottenne la sua prima vittoria indiretta, collaborando con Kyoko Inoue per battere Kong e Andrea Mother in uno spettacolo prodotto dalla Hikaru. Ottenne poi la sua prima vittoria in singolo il 20 aprile 2012, battendo Nana Kawasa. Il 28 gennaio 2013 Sareee ottenne la sua prima title shot facendo coppia con Inoue in una sconfitta contro Kaoru Ito e Tomoko Watanbe per il vacante Diana Tag Team Championship. Il 20 aprile 2014 ha vinto il suo primo titolo battendo Manami Katsu per il JWP Junior Championship e il Princess of Pro-Wrestling Championship. Il 5 ottobre gareggiò nel più grande match della sua carriera fino a quel momento contro Manami Toyota per il Diana World Championship dove però Sareee venne sconfitta. Il 23 dicembre lei e Jaguar Yokota vinsero il Diana Tag Team Championship, battendo Kaoru e Mima Shimoda. Sareee e Yokota mantennero i titoli fino al febbraio del 2015, quando Sareee annuncio che sarebbe andata in pausa a tempo indeterminato a causa delle cattive condizioni di salute. Continuò a gareggiare fino ad aprile, quando lei e Yokota difesero con successo le cinture contro Command Bolshoi ed Eri, dopodiché la stessa Sareee divenne inattiva e i titoli vennero resi vacanti. Dopo due mesi di assenza, Sareee tornò sul ring il 28 giugno al 38th Anniversary Show di Jaguar Yokota, in coppia con Manami Toyota e Kaoru Ito in una sconfitta contro Yumiko Hotta, Mima Shimoda e Meiko Tanaka. Il 16 settembre Sareee ebbe la possibilità di riconquistare il Diana Tag Team Championship con Meiko Tanaka, ma le due non ebbero successo e i titoli vacanti vennero vinti da Dash Chisako e Sendai Sachiko. Nonostante la sconfitta, Sareee e Tanaka divennero un tag team regolare e il 25 dicembre sconfissero Kaho Kobayashi e Rina Yamashita vincendo il Young Oh! Oh! Tag Team Tournament della Pro Wrestling Wave.

### WWE (2021–2023)
Il 22 febbraio 2020 la WWE annunciò di aver messo sotto contratto Sareee. Il suo debutto venne posticipato a causa della pandemia di COVID-19. In seguito, il 17 marzo 2021 venne annunciato che Sareee avrebbe assunto il ring name Sarray e sarebbe stata parte del roster di NXT. Il suo debutto avvenne nella puntata del 20 aprile dove sconfisse Zoey Stark. Successivamente, Sarray trionfò su altre avversarie ad NXT come Aliyah e Zayda Ramier. In un Dark match svoltosi il 13 giugno a NXT TakeOver: In Your House, Sarray fece coppia con Zoey Stark e le due trionfarono su Aliyah e Jessi Kamea. Nella puntata di NXT del 10 agosto Sarray venne sconfitta da Dakota Kai, subendo la prima sconfitta per schienamento in WWE.

## Personaggio

### Mosse finali
- Elevated suplex slam
- Muta lock

### Soprannomi
- "Warrior of the Sun"

## Titoli e riconoscimenti
- Joshi Wrestling Pureheart
  - JWP Junior Championship (1)
  - Princess of Pro-Wrestling Championship (1)
- Seadlinnng Wrestling
  - Beyond the Sea Tag Team Championship (1) – con Yoshiko
  - Beyond Championship
- Sendai Girls Pro-Wrestling
  - Sendai Girls World Championship (1)
- World Wonder Ring Stardom
  - IWGP Women's Championship (1)[2]
- World Woman Pro-Wrestling
  - WWPW World Championship (2)
  - WWPW Tag Team Championship (1) – con Jaguar Yokota